# Oroplexia retrahens
Oroplexia retrahens là một loài bướm đêm trong họ Noctuidae.